# E. A. Seemann
E. A. Seemann, devenue E. A. Seemann Henschel Verlaggruppe, est une maison d'édition allemande basée à Leipzig fondée en 1858, et spécialisée dans les domaines de l'art et de l'histoire de l'art.

## Histoire de la maison

### Fondation

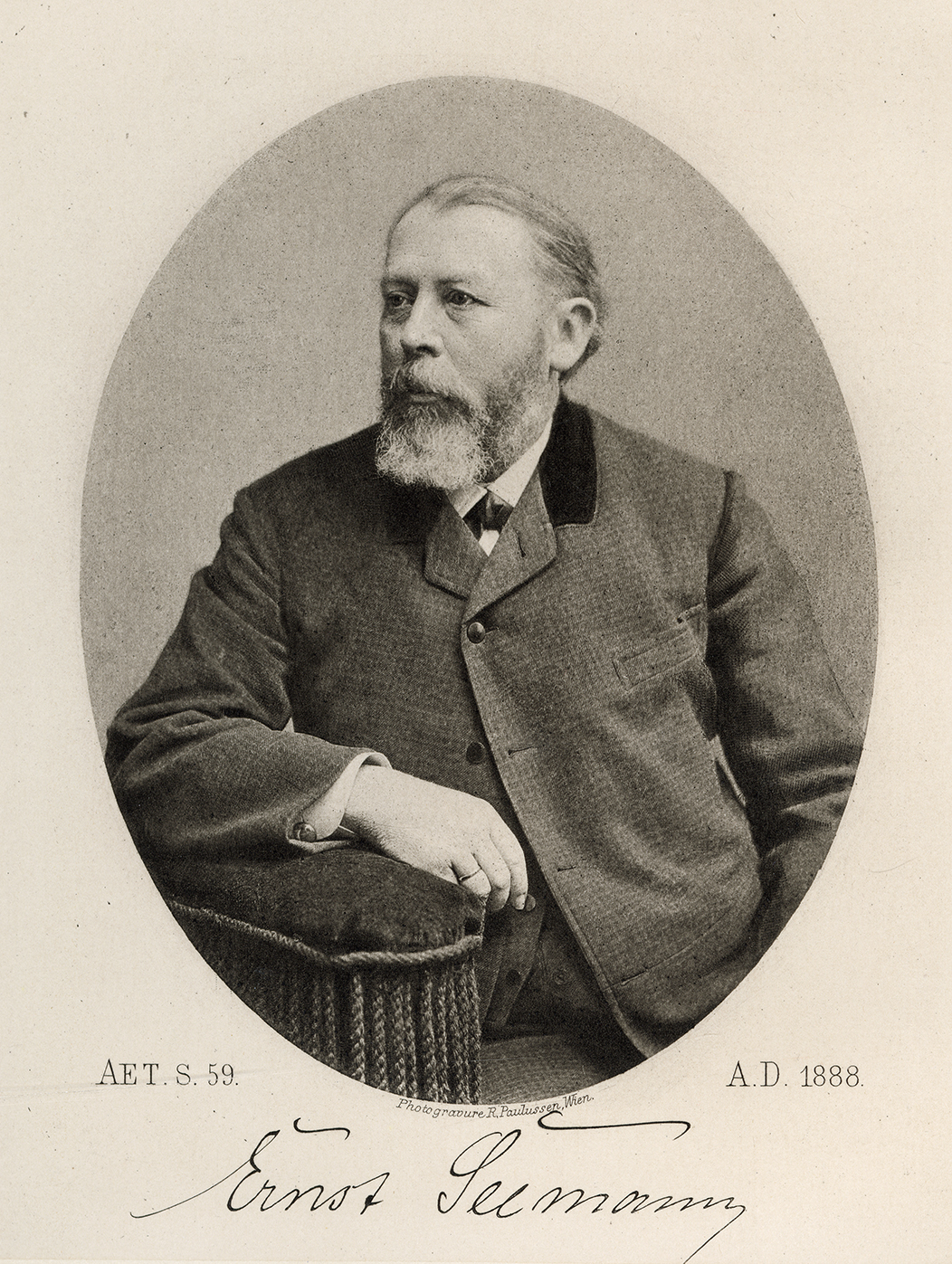
Portrait photographique d'Ernst Arthur Seemann (1888).

Le 1er décembre 1858, à l'âge de 29 ans, Ernst Arthur Seemann (1829-1904) fonde à Essen une société sous le nom de E. A. Seemann, une librairie d'occasion et d'édition liée à l'art, à la musique, aux estampes, etc.
Le 15 août 1861, Seemann déménage ses locaux à Leipzig. Il devient le premier éditeur allemand à se concentrer exclusivement sur l'édition d'art et les reproductions de peintures. Il édite les travaux de Wilhelm Lübke (en) (L'Histoire de l'architecture, 1858 ; Histoire de la sculpture de tous les temps et de tous les pays, 1863), de Robert Dohme (Art et artistes du Moyen Âge et de l'époque moderne, 1875-1880). En 1867, il lance le premier magazine allemand consacré à l'art, le Zeitschrift für bildende Kunst qui sera publié jusqu'en 1933. En 1868, il rachète les droits de publication des ouvrages de l'historien d'art d'origine suisse Jacob Burckhardt.
Il lance une série d'usuels à partir de 1878 sous la forme de petites monographies. La plupart de ses publications font appel à l'illustration issue de la gravure.
Le 1er janvier 1899, Ernst Arthur Seemann transmet la direction de sa maison à son fils Artur Seemann, né en 1861.

### Expansion (1900-1933)

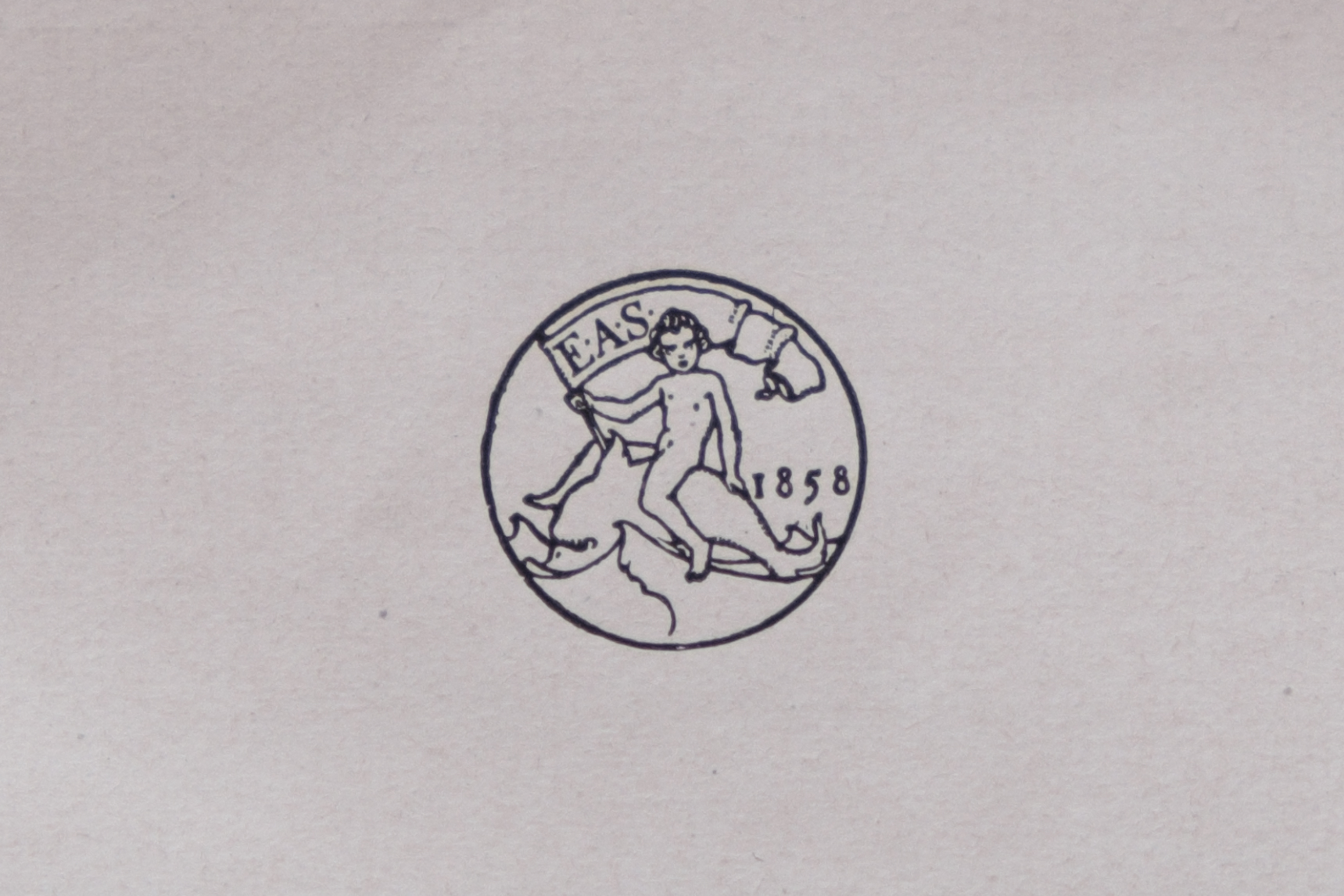
Marque de l'entreprise en 1927.

Artur Seemann poursuit le programme éditorial que son père avait impulsé et partage la direction avec Gustav Kirstein (1870–1934) à partir d'octobre 1899. Avec les années, il se retire progressivement des affaires. En 1923, son fils aîné, Elert A. Seemann (1892–1989), devient directeur général aux côtés de Kirstein. Deux ans plus tard, Artur Seemann se suicide à l'âge de 64 ans. Entre-temps, la maison d'édition avait déménagé et occupait de plus vastes locaux dans Leipzig. Cette phase d'expansion est l'œuvre de Kirstein qui fait de l'entreprise l'un des principaux éditeurs d'art en Allemagne. Il fonde une filiale spécialisée dans la reproduction d'œuvres d'art en couleurs, la E. A. Seemanns farbige Gemäldewiedergaben, qui travaille en tandem avec l'imprimerie Förster & Borries. Avant 1914, E. A. Seemann se situe parmi les plus gros imprimeurs d'ouvrages en couleurs au monde. Parmi ces ouvrages, on trouve de grandes reproductions en couleurs, principalement utilisées comme décorations murales et matériel pédagogique. En 1933, cette collection comprenait environ 400 motifs, dont des feuilles signées Max Beckmann, Lovis Corinth, Käthe Kollwitz, Max Liebermann, Edvard Munch, Emil Nolde  et Max Klinger. Gustav Kirstein produisit également de nombreuses monographies et des ouvrages fondamentaux comme l'Introduction à l'art contemporain (1919) de Max Deri ou Die Moderne Graphik (1914-1922) de l'historien d'art Hans Wolfgang Singer. En 1923, la collection « Bibliothèque d'histoire de l'art », répartie sur 500 volumes, est créée. On y trouve les ouvrages d'essayistes devenus célèbres comme Erwin Panofsky, Gustav Pauli, Camillo Praschniker (en), Kurt Gerstenberg, Heinrich Wölfflin...
À partir de 1911, E. A. Seemann  entreprend la publication du Lexique général des beaux-artistes de l'Antiquité à nos jours initié par Wilhelm Engelmann et renommé le Thieme-Becker d'après ses deux responsables éditoriaux Ulrich Thieme (1865–1922) et Felix Becker (1864–1928) : cette aventure éditoriale se poursuivit jusqu'en 1950.

### Sous le régime nazi
Petit-fils du fondateur, Elert A. Seemann (1892–1989) avait très tôt rejoint le NSDAP. Il se sépare de son associé, Gustav Kirstein, d'origine juive, dès 1933. La filiale fondée par ce dernier, spécialisée à la production d'ouvrages en couleurs, est rebaptisée « Meister der Farbe » (Maître de la couleur) et est juridiquement détachée du groupe. Bénéficiant d'une exemption l'autorisant à travailler, Kistein continue d'en assurer la direction jusqu'à sa mort, le 14 février 1934. C'est ensuite son épouse, Clare Kirstein, qui en reprend les rênes. En 1938, le permis de travail est invalidé. Clare finit par se suicider durant l'été 1939. Elert A. Seemann exerce alors son droit de rachat sur Meister der Farbe, mais le ministère de l'Éducation du peuple et de la Propagande du Reich s'y oppose. La maison d'édition devient alors un simple producteur d'ouvrages en noir et blanc au service de la propagande national-socialiste.
Les bombardements alliés sur Leipzig le 4 décembre 1943 détruisent les locaux de la maison d'édition, une grande partie des archives et du stock. Les locaux de l'imprimerie Förster & Borries sont eux, épargnés. S'y trouvait le jeu d'impression du dernier volume du Thieme-Becker.

### De 1945 à la nationalisation par la RDA
Rebaptisée Seemann & Co, la maison reçoit l'autorisation de continuer à produire le 3 décembre 1946. C'est d'abord sous la forme de magazines d'art, puis un an plus tard, d'ouvrages portant sur l'art et l'histoire de l'art. Juridiquement, cette société appartient toujours à la famille Seeman, mais Elert Seemann, du fait de son passé nazi, n'est pas autorisé à la diriger. Il a quitté Leipzig et s'est installé dans la partie ouest de l'Allemagne, à Cologne, et confie à sa sœur, Irmgard Nussbaum-Seemann (1903–?), le contrôle de la maison. Celle-ci décide de transférer tous les actifs à Munich pour y éditer entre autres le Thieme-Becker, dont le dernier volume finit par sortir en 1947. Une nouvelle filiale y avait déjà été fondée, Nautilus, dès 1949, chargée de la production couleurs. Irmgard finit par quitter la RDA en février 1952. En août suivant, E. A. Seemann est nationalisée, devenant la VEB E. A. Seemann. Un long conflit commence entre Irmgard, depuis Cologne, et la direction de Leipzig.
Entre 1953 et les années 1980, la VEB E. A. Seemann devient le principal éditeur d'art de la RDA, sous la direction de Gerhard Keil (1922–1997). Hans Vollmer poursuivit son travail de mise à jour du Thieme-Becker jusqu'en 1962. Sept ans plus tard est amorcée la refonte de cet ouvrage, qui deviendra le Allgemeines Künstlerlexikon, initialement prévu en 30 volumes. En 1991, K. G. Saur Verlag reprend la publication, les trois premiers volumes ayant été publiés par Seeman Verlag.

### De l'unification à nos jours
Après 1989, la maison d'édition est gérée en fiducie pendant un certain temps jusqu'à ce que Silvius Dornier l'acquière durant l'été 1992 et l'intègre dans une nouvelle structure baptisée Dornier Medienholding, qui comprend également les éditions Henschel, et qui est basée à Berlin. Les locaux de Seeman demeurent à Leipzig. Cependant, de nombreuses lignes de produits sont suspendues.
En avril 2003, les actionnaires de la holding de Dornier, Bernd Kolf et Jürgen A. Bach, reprennent Seeman et Henschel et fondent Seemann Henschel GmbH & Co. KG, y adjoignant en 2004 les éditions Leipzig Koehler & Amelang. Le siège reste à Leipzig. De nouveaux usuels commencent à paraître, portant sur les symboles, la sculpture, l'ornementation, l'iconographie... Le groupe dépose son bilan en octobre 2017. Le fonds est alors repris par Michael Kölmel, propriétaire de la chaîne de librairie Zweiausendeins. Annika Bach est nommée directrice générale et éditrice.
Les archives de la maison d'édition comprenant la période 1864-1995 ont été déposées aux Archives d'État de Leipzig.